# 含糖飲料稅

在全國範圍內徵收含糖飲料稅的國家

含糖飲料稅或汽水稅是為了打擊含有游離糖的飲料消費量的稅或附加費。其涵蓋範圍通常包括碳酸飲料、非碳酸飲料、運動飲料及能量飲料。
這種稅在許多地區是公眾論辯議題，可口可樂公司等飲料公司通常都持反對意見。倡議者如國家醫療機構或世界卫生组织都宣傳這種稅是庇古税的一種範例，專門減少不均衡的飲食與平衡肥胖症所帶來的大量支出。

## 背景
糖尿病是一個在世界各地漸受關注的健康議題；2012年內全球就有150萬人直接死於該病症。 不像普通食品中的糖分，飲料中的糖分會被快速吸收進人體內部，並會造成胰臟及肝臟負荷超量，長久下來將促成糖尿病和心血管疾病。
肥胖症也是一個全球性的公眾及衛生政策之關注所在，因為許多中等收入及以開發中地區的肥胖及過重人口比例都正在迅速成長。
含添加糖飲料的攝取量已被證實與高量卡路里之攝取有正向關聯，而體重過重及肥胖亦將伴隨發生。添加糖常在加工或即用食品中見到，如早餐穀物片、巧克力、冰淇淋、餅乾、酸奶及各種市面上的飲品。 以含糖飲料之普及性和年輕消費者對它們的喜愛促使其攝取成為公共衛生專家特別關注的議題。在美國及聯合王國，甜飲是青少年人群飲食中卡路里攝取量最大的來源。
多股趨勢顯現出許多已開發經濟體對傳統汽水的攝取量正在減少，但是中度收入經濟體（如越南及印度）的攝取量正在迅速增長中。在美國，也就是碳酸飲料的單一最大市場，消費者人均年蘇打購買水平為154升。
法國於2012年向軟飲料徵收糖稅，是首批執行此類政策的國家之一。 在國家層級的政治體中，類似的措施亦在墨西哥宣布於2013年，還有聯合王國於2016年。在2014年11月，加州的柏克利成為美國境內首個通過針對汽水徵稅的共同體。

### 菸草稅
汽水稅的支持者總是引用菸草稅在全球的成功案例來解釋汽水稅之可行性。與菸草相關的主要問題是癌症；而與汽水相關的主要問題則是糖尿病及肥胖。菸草產業對菸草稅之反對與汽水產業對汽水稅之反對有諸多相似之處，包括以贊助研究來顯現其產品之低度健康風險。

## 國家

### 丹麥
丹麥於1930年代創建汽水稅(其稅率相當於1.64丹麥克朗每升)，但於2013年宣布將廢止其與另一同樣不受歡迎的脂肪稅，以製造工作機會並振興經濟。 批評者聲稱這些稅明顯無效；當地零售商抱怨丹麥人為了避免脂肪稅和糖份稅而到瑞典和德國購買價格較低的黃油、冰淇淋和蘇打水。 丹麥於2013年1月廢除脂肪稅，並於2014年廢除軟飲料稅。

### 法國
法國首度於2012年以國家層級引進針對含糖飲料的稅法； 隨之而來將是軟性飲料至多3.5%的漲價幅度。 市場研究公司Canadean分析發現軟飲料的銷售量在引入該稅後一年內下降，但接著便連年增長。 然而，該稅適用於含有添加糖的飲料和含有人造甜味劑的飲料， 可能因此限制了其對蘇打產品的健康性的影響。

### 匈牙利
匈牙利的稅法於2011年9月生效，22％的人減少能量飲料消費，19％的人減少了含糖軟飲料的攝入量。

### 愛爾蘭
在2016年，愛爾蘭通過蘇打水稅，並於2018年4月開始生效，與其相似的蘇打稅將於聯合王國在相近時間生效。

### 馬來西亞
2018年11月，馬來西亞政府在2019年马来西亚財政預算案中公佈，自2019年4月1日起（后推延至该年7月1日起），兩類含糖飲料每公升征收馬幣0.4令吉的稅務。對象包含糖分、甜味劑及調味劑，其中第一類為含糖飲料類，如碳酸飲料，每100毫升不得超過5公克；另一類為蔬菜果汁類，每100毫升不得超過12公克。2021年时，该国政府在2022年财政预算案中宣布，自2022年4月起，含糖饮料对象扩大至巧克力或可可、麦芽、咖啡、茶（二合一或三合一）的混合式含糖饮料产品，只要这些饮料每100公克含糖量超过33.3公克，就征收马币0.47令吉的国内税。2024年起，該國含糖飲料稅調昇爲每公升征收馬幣0.5令吉，對象爲那些飲料中每100毫升糖分超標的碳酸飲料（5克）、乳基飲料（7克）和蔬菜果汁類（12克）。翌年，應和該國衛生部的「反糖戰爭」行動，自2025年元旦起，稅率再調昇爲每公升馬幣0.9令吉，所收將用於支付公共衛生支出，包括用於增加供應治療糖尿病的SGLT-2抑制劑、爲末期腎病患者提供腹膜透析治療，和改善洗腎中心

### 墨西哥
2013年9月，墨西哥總統恩里克·佩尼亞·涅托在他的財政一攬子政策中建議對所有軟飲料，特別是碳酸飲料徵收10％的稅， 以減少墨西哥境內居於世界前列的糖尿病和其他心血管疾病病患人數。根據墨西哥政府在2011年的統計數據，治療每個糖尿病患者每年耗費墨西哥公共衛生保健系統約708美元；2010年之總費用為778,427,475美元，然而每個患者只支付30墨西哥披索（約2.31美元）。

2013年9月，數家蘇打水公司發起一個媒體運動，以阻止墨西哥眾議院和參議院批准10％的蘇打水稅。 他們辯稱這種措施不會有助於減少墨西哥的肥胖率，並將使數百名在蔗糖產業工作的墨西哥人失業。 他們還公開指控紐約市市長麥克·彭博 在海外參與編排此一爭議性法條。在2013年10月下旬，墨西哥參議院批准了在蘇打水每公斤1墨西哥披索（約0.08美元）的稅率，以及稅率5％的垃圾食物稅。
根據BMJ發布的一項2016年研究報告，墨西哥蘇打水的年銷售額在2014年實行蘇打稅後下降了6％。 2014年12月的月銷售額比過去兩年下降了12％。 擁有最少資源的家庭在2014年的平均購買減少9％，到12月增加到17％。 此外，購買水和非稅飲料的比例平均增加約4％。 無論是徵稅還是軟飲料銷售下降6％會對墨西哥的長期肥胖或糖尿病趨勢產生任何可測量的影響都尚未確定。 研究報告的作者敦促墨西哥當局加倍增加稅率以進一步減少消費。
在PLoS醫學發表的2016年研究表明，對蘇打水課徵10％的消費稅可於十年之間“預防189,300個第2型糖尿病新病例產生，以及20,400起中風和心臟病發作，還有35至94歲成年人中的18,900起死亡案例” 。 研究結果還包括“單靠糖尿病的減少預計可以節省醫療費用9.83億美元。“

#### 評論
有限但越來越多的證據表明，糖稅降低了高含糖產品的消費。

### 挪威
挪威對包括軟飲料在內的精製糖產品實行了一般化的糖稅計量，設定為每公斤7.05挪威克朗。

### 南非
在2016年，南非國家政府預算中提出了2017年的糖甜飲料稅。

### 新加坡
于2017年，新加坡总理李显龙宣布政府正在考虑征收糖稅，并且把“糖稅”划入国庆群众大会三大主题之一。 于2018年6月，卫生部长颜金勇宣布，政府将在全国设立多个饮水机为了鼓励人们饮用自来水。与此同时，也宣布“糖稅”就快实施的消息。2019年，新加坡決定全國範圍內禁止播放高糖饮料广告。

### 英國
在2016年的聯合王國預算中，聯合王國政府宣布將對軟飲料產業課徵糖稅。 計劃將於2018年生效，飲料製造商將根據其生產或進口的增甜飲料的數量徵稅。 稅收的總水平尚未公佈，但估計每年將有5.2億英鎊的額外稅收，聯合王國將用作其初級學校的體育運動資金。
該法建議純果汁、乳製品飲料和最小的生產商將豁免徵稅。稅金將在生產或進口時徵收。預計每100毫升5克以上的總糖含量將以每升18便士的水平徵稅，每100毫升的飲料超過8克，每升24便士。預計一些製造商將減少其產品含糖量以避免稅收。
英國在現代飲食過度攝取糖份的研究中，值得注意的有John Yudkin教授1972年出版的著作Pure，White and Deadly：The Problem of Sugar。 關於擬議的含糖飲料稅，2013年10月31日在英國醫學期刊上發表的研究，發現假如對含糖飲料徵收20％的稅率會使英國的肥胖率降低約1.3％， 結論主張對含糖飲料徵稅在“人口管理中的肥胖課題上，對青少年尤見成效」。

#### 評論
加稅的決定受到了英國飲料生產商的批評，並被國會議員威爾·奎因斯描述為“保護，倒退和最壞的保姆國。”
加利福尼亞大學舊金山分校醫學院的Robert Lustig教授說，英國的稅收措施可能無法長遠實行，「果汁應該像蘇打一樣徵稅，因為從代謝角度來看，果汁與蘇打水一樣 。」政府在2016年初公佈的英國糖稅建議範圍狹窄，不針對純果汁和奶類飲料。
格拉斯哥大學的研究（抽樣132,000名成年人）發現，關注糖在隔離中誤導消費者減少脂肪攝入對減少肥胖也至關重要。

### 美國
美國沒有全國性的蘇打水稅，但其中一些城市已經通過了各自的稅法，近年來在各個城市、州甚至在國會上對汽水加稅的辯論越來越多。

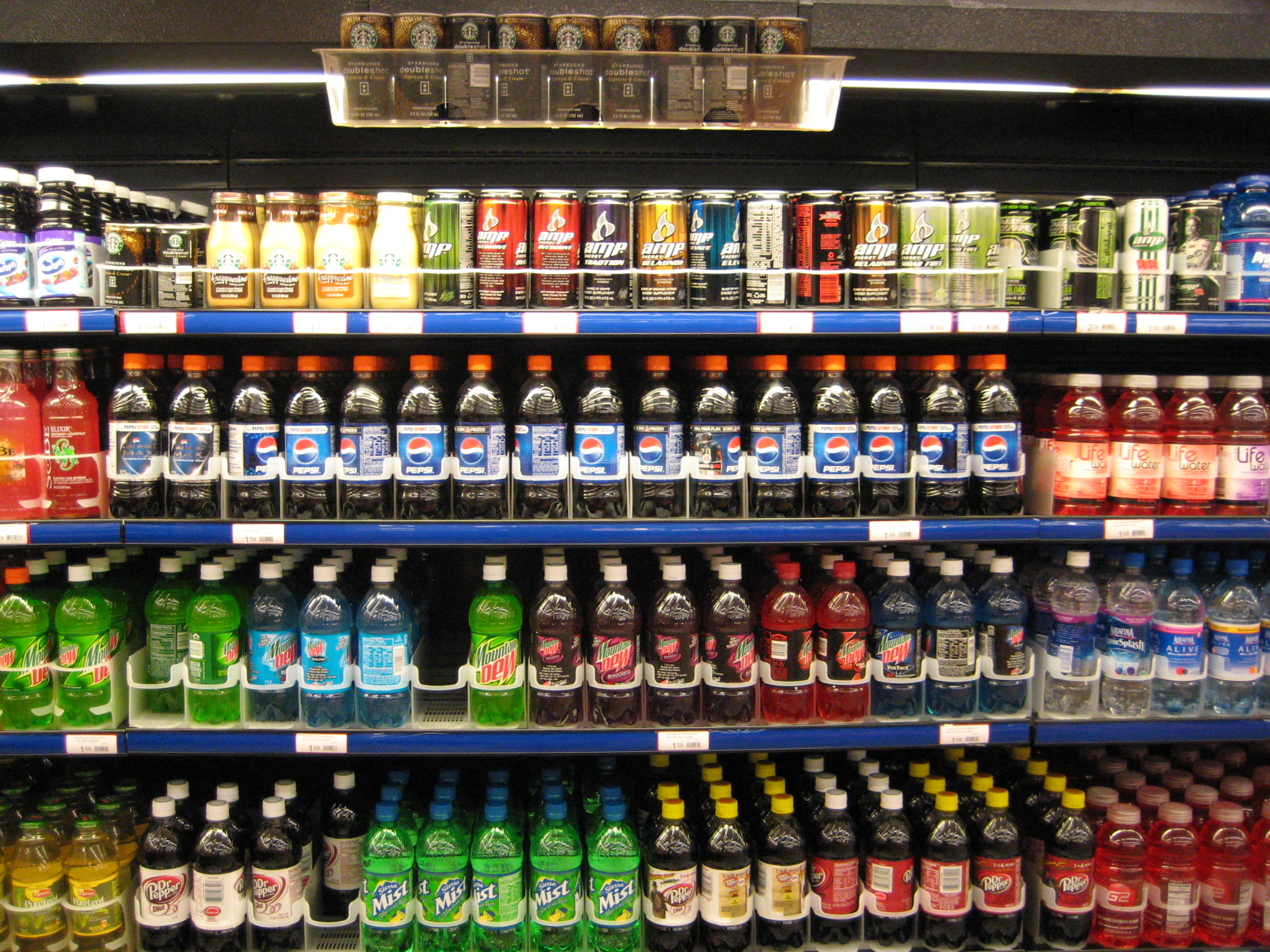
超市中的冷飲

在2009年，僅在美國，與肥胖相關的醫療費用估計為每年1470億美元。同年，美國心臟協會報告說，軟飲料和糖份甜味飲料是美國人飲食中添加糖的最大來源。添加糖是在加工或製備過程中添加到食物中的糖和糖漿，以及在餐桌上添加的糖和糖漿。過量攝取添加糖，此類與天然糖相反的糖，牽涉到肥胖率的上升。

#### 美國地方與蘇打稅
費城和伯克利是首兩個在美國通過含糖飲料稅的城市。 在課徵每盎司1美分的含糖飲料稅之後，伯克利的碳酸飲料消費量已下降超過五分之一。 費城每盎司1.5美分的稅將於2017年1月生效。

##### 加州伯克利
2014年11月4日，76％的伯克利選民批准了蘇打水徵稅方案中的D方案，並於2015年1月1日生效，成為美國的第一個這類稅法。  該措施對指定的含糖飲料如蘇打水、運動飲料、能量飲料和甜味冰茶的分銷商徵收每盎司1美分的稅金，但不包括乳製品飲料、膳食替代飲料、低熱量蘇打水、果汁及酒精飲料。 
所產生的收入將進入伯克利市的普通基金。 在鄰近的舊金山，一個類似的措施獲得了54％的投票，但沒有通過所需的絕對多數。 2015年8月，研究人員發現，法律規定的飲料的平均價格上漲幅度不到稅額的一半。 對於可口可樂和百事可樂，22％的稅款轉給了消費者，其餘由供應商支付。 加州大學伯克利分校的研究人員發現該稅收的傳遞率比一般情況還高：47％的稅收被轉嫁至糖味飲料價格的上漲，其中69％被轉嫁到更高的蘇打水價格。 2016年8月，加州大學伯克利分校的研究顯示，在城市低收入社區中，蘇打飲料和含糖飲料的飲酒量下降了21％。

##### 費城
民主黨費城市長吉姆·肯尼（Jim Kenney）提出了實行於全市的蘇打水稅，這將使蘇打水的價格以每盎司3美分的比例增加。 當時，這是美國最大的蘇打稅提案。肯尼推動使用稅收收入來支持普遍的前幼兒園就學計畫、就業和發展計畫，他預計將在5年內籌集4億美元，同時藉此減少含糖飲料的需求來減少糖攝入量。肯尼的蘇打水稅提案被聚焦於全國注目之下，並造成了民主黨內部主要成員的分歧。總統候選人伯尼·桑德斯（Bernie Sanders）在一頁社論對頁版提出論辯，認為稅收會傷害窮人。  另一方面，他的對手希拉里·克林頓說她“非常支持”這個想法。 由多家蘇打水公司和分銷商資助的美國飲料協會根據這個想法於各地的電視、廣播和報紙放送廣告，聲稱稅收將不成比例地傷害窮人。 另一方面，美國心臟協會表示支持這種稅收。
費城市議會於2016年6月16日批准了每盎司1.5美分的稅。作為通過的折衷立法的一部分，該稅也將課徵於人工甜味飲料，如低熱量蘇打水。 該法將於2017年1月1日生效。

##### 舊金山
2016年11月8日，每盎司1％的蘇打水稅（第五方案）以超過61％之投票比例通過，並將於2018年1月1日適用於含糖飲料的分銷商。 蘇打水業者花費近2000萬美元，仍無法成功打敗蘇打水稅倡議，其金額並創下了舊金山投票初步行動的紀錄。

## 外部連結
- Rudd Center for Food Policy and Obesity at Yale University（页面存档备份，存于）
- Rudd Sound Bites, the Rudd Center blog
- UNESDA Industry Opinion on a Soda Tax（页面存档备份，存于）
- Ounces of Prevention – The Public Policy Case for Taxes on Sugared Beverages（页面存档备份，存于）: "Perspective" piece in the New England Journal of Medicine, by Kelly Brownell and Tom Frieden
- Want a Healthier State? Save Gov. Paterson's Tax on Sugar Soda（页面存档备份，存于）: Op-Ed in the New York Daily News, by Kelly Brownell
- Rudd Report on Sugar-Sweetened Beverage Taxes: An Updated Policy Brief: by the Rudd Center for Food Policy and Obesity at Yale